# Pariconha
Pariconha là một đô thị ở bang Alagoas, Brasil. Dân số năm 2004 ước tính là 10.949 người.